# 斯希扎島
斯希扎島是希臘的島嶼，位於伯羅奔尼撒半島西南的愛琴海，由麥西尼亞州負責管轄，屬於伊奧尼亞群島的一部分，長6.7公里、寬3公里，面積12平方公里，最高點海拔高度201米，2001年人口僅2人。

## 外部連結
- Official website of Municipality of Methoni （英文） （希腊文）

36°43′38″N 21°46′08″E / 36.72722°N 21.76889°E